# Igor Wadowski
Igor Wadowski (Ryki, 18 gennaio 1996) è un cestista polacco.

## Palmarès
- Campionato polacco: 1

Włocławek: 2018-19
- Coppa di Polonia: 2

Włocławek: 2020
Stal Ostrów: 2022
- Supercoppa polacca: 1

Włocławek: 2019